# Skakawa
Skakawa – osada w Polsce położona w województwie łódzkim, w powiecie wieruszowskim, w gminie Wieruszów. Miejscowość wchodzi w skład sołectwa Kuźnica Skakawska.
W latach 1975–1998 miejscowość administracyjnie należała do województwa kaliskiego.